# Port lotniczy Kadhdhoo
Port lotniczy Kadhdhoo – port lotniczy położony na wyspie Kadhdhoo, w atolu Laamu. Jest piątym co do wielkości portem lotniczym na Malediwach. 

## Linie lotnicze i połączenia
- Maldivian (Malé)